# Ligne 2 du métro de Marseille
Pour les articles homonymes, voir Ligne 2 et M2.
La ligne 2 du métro de Marseille est une des deux lignes du réseau métropolitain de Marseille. Ouverte en 1984 et étendue en 1986, 1987 et 2019, elle compte 13 stations entre Gèze et Sainte-Marguerite Dromel.
D’une longueur de 9,8 km, la ligne suit un axe nord-sud de Gèze au Rond-point du Prado en desservant notamment les quartiers des Crottes, Saint-Mauront, la Joliette, Noailles, la Plaine, et Périer puis oblique vers l'est pour desservir le quartier de Sainte-Marguerite. Elle est en correspondance avec la ligne 1 à Saint-Charles et Castellane.

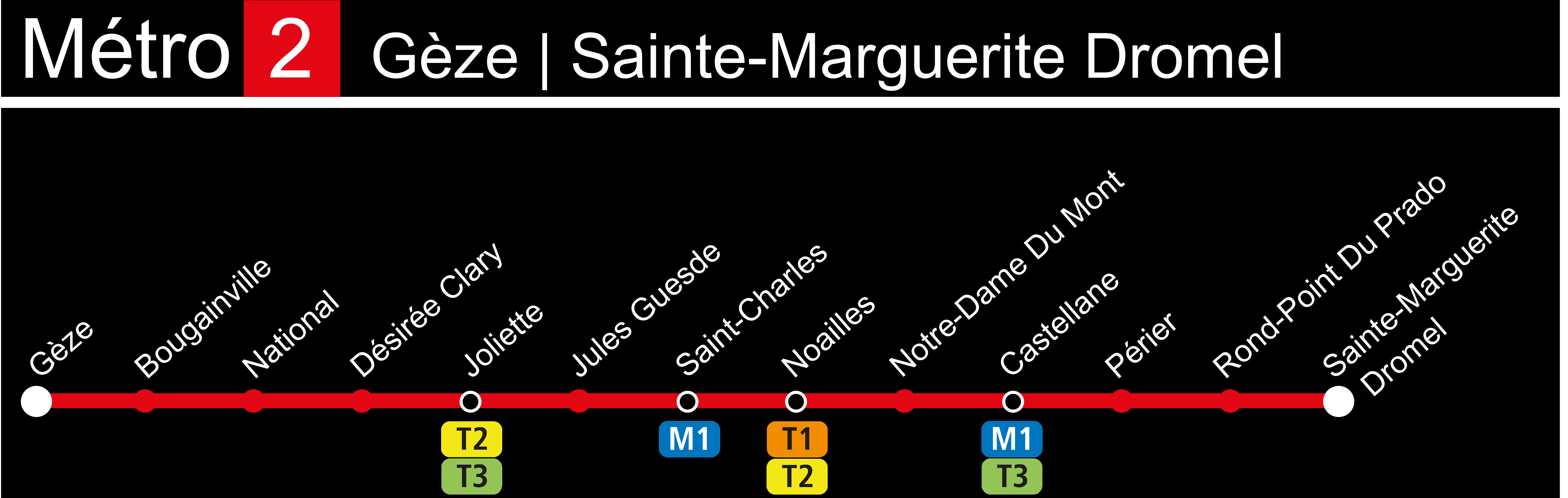
Plan de la ligne affiché sur les quais

## Historique
| Date             | Évènement                                                                                                  |
| ---------------- | --- |
| 3 mars 1984      | Ouverture entre Joliette et Castellane                                                                     |
| 1er février 1986 | Prolongement vers le sud entre Castellane et Sainte-Marguerite Dromel                                      |
| 14 février 1987  | Prolongement vers le nord entre Joliette et Bougainville                                                   |
| 16 décembre 2019 | Prolongement vers le nord entre Bougainville et Gèze (1 nouvelle station - 0,9 km)                         |
| A l'étude        | Prolongement vers l'est entre Sainte-Marguerite Dromel et Rivoire et Carret (6 nouvelles stations - 5,6 km |

### Construction
Le projet initial de métro de Marseille, présenté en 1969, prévoit une seconde ligne, dite « ligne rouge », entre la gare d'Arenc à Mazargues. Le trajet définitif est arrêté en 1978 mais l'État, qui finance le projet à hauteur de 30 %, étale le versement de sa participation ce qui oblige à réaliser la ligne en plusieurs étapes. 
Les travaux débutent en octobre 1980 pour un premier tronçon entre Joliette et Castellane. Le gros œuvre se termine à la fin de l'année 1983 et le tronçon est inauguré le 3 mars 1984,. En parallèle, les travaux débutent fin 1982 sur les sections nord (vers Bougainville) et sud (vers Sainte-Marguerite - Dromel) ainsi que pour la construction du dépôt Zoccola. Les sections sud et nord sont inaugurées, respectivement, le 1er février 1986 et le 14 février 1987.
Il faut attendre 2013 pour que débutent les travaux au nord de Bougainville,,, afin d'allonger la ligne de 900 mètres et de construire une nouvelle station, nommée Gèze, ouverte le 16 dècembre 2019 après plusieurs années de retard. Elle comporte un pôle d'échanges multimodal ainsi qu'un parc relais d'une capacité de 650 places de stationnement.

### Prolongements à venir
Au cours des années 1980, plusieurs prolongements sont envisagés par la RTM et par la municipalité, comme la création d'un embranchement de la ligne 2 en direction du sud, depuis la station Rond-point du Prado vers le quartier de Bonneveine et le prolongement de la ligne 2 au sud-est, de Sainte-Marguerite vers Saint-Loup puis Saint-Marcel, mais aucun n'a été réalisé pour l'instant. Un projet de prolongement vers le nord (Gèze, la Cabucelle, Madrague-Ville), adopté en 1983, n'est pas réalisé à l'époque faute de financement.
Le prolongement de la ligne 2 vers l'hôpital Nord, afin de desservir les Quartiers nord, a fait l'objet d'un appui du gouvernement en 2013. Toutefois, la communauté urbaine puis la métropole favorisent plutôt un prolongement de la ligne au sud, vers Saint-Loup. Des études en ce sens ont été lancées en décembre 2016 pour une ouverture prévue en 2025 : le prolongement envisagé serait de 4,1 km et comprendrait la construction de cinq nouvelles stations. Une sixième station avec pôle d'échange, sur l'emplacement d'une ancienne usine Rivoire et Carret, est également à l'étude
À plus long terme, l'Agenda de la mobilité métropolitaine adopté en 2016 envisage un prolongement de la ligne 2 vers La Valentine. Le Plan de mobilité metropolitain approuvé en décembre 2021 annonce quant à lui un prolongement vers la Pomme à horizon 2030.En mars 2024, il est annoncé que dans le cadre du plan Marseille en grand est envisagé un prolongement de deux stations de la ligne 2 vers le sud-est, jusqu'à la ZAC Vallon Régny. 
Si les raccourcissements successifs du prolongement de la ligne 2 à chaque annonce se justifient pour raisons financières selon les pouvoirs publics, les oppositions politiques et certaines associations spécialisées voient ces décisions comme étant révélatrices de la faible volonté politique locale de développer le réseau de métro local, pourtant largement sous-dimensionné pour une ville de la taille de Marseille.

## Tracé et stations

### Tracé
Long de 9,8 km, le tracé de la ligne 2 démarre par un tunnel d’arrière-gare comportant deux voies de retournement séparées par un quai central étroit, situé sous l’intersection entre l’avenue Félix-Zoccola, l’avenue du Cap-Pinède, l’avenue Ibrahim-Ali et le boulevard du Capitaine-Gèze, débouchant à la station Gèze établie à fleur de sol entre les quartiers du Canet, des Arnavaux, de la Cabucelle et des Crottes ainsi que le dépôt de métro Zoccola directement relié au tunnel par une voie de service contournant la station par l’ouest. Elle passe en aérien entre les voies de garage du dépôt puis emprunte un viaduc longeant à l’est l’ancienne gare de marchandises du Canet à partir des escaliers d’une passerelle piétonne qui la traverse jusqu’au quartier éponyme et à l’ouest des bâtiments du quartier des Crottes en pleine mutation tout en passant au-dessus de la traverse du Bachas pour arriver à Bougainville. 

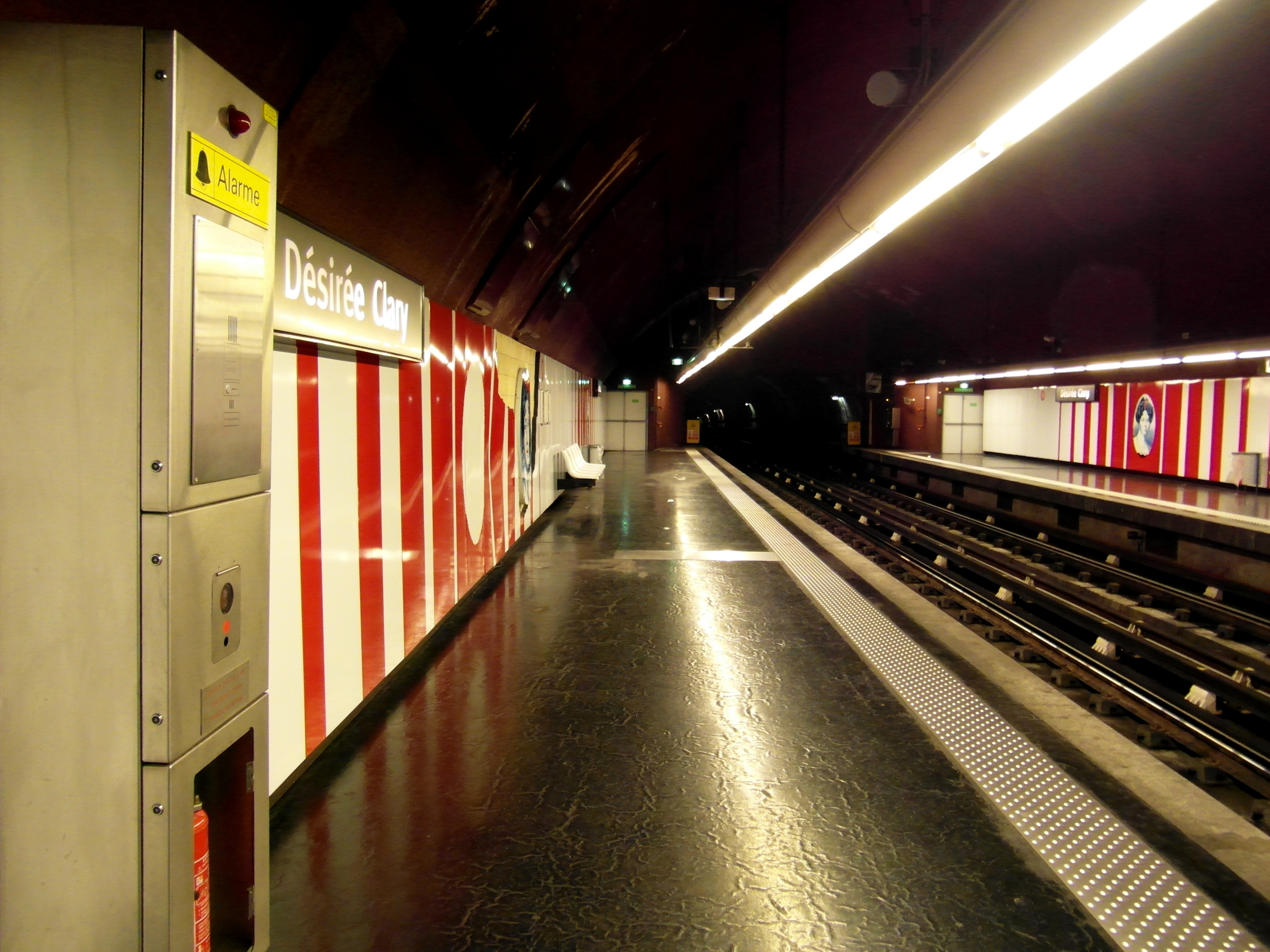
Station Désirée Clary

Ensuite, le tracé en viaduc passe au-dessus du boulevard Ferdinand-de-Lesseps et de l’A557 puis, à proximité du parc Bougainville et du ruisseau des Aygalades, par une rampe de descente, plonge en souterrain pour passer sous le quartier de Saint-Mauront afin d’arriver à National. Le tunnel effectue ensuite une descente puis redevient plat sur une ligne droite puis bifurque à l’ouest sous le quartier de la Villette et de l’hôpital européen pour arriver à Désirée Clary. Après une dernière descente en ligne droite, la ligne effectue une courbe vers l’ouest en passant sous la rue Désirée-Clary puis par le boulevard de Dunkerque où passent les voies des lignes de tramway 2 et 3 ainsi que le tunnel de la Major pour desservir la station Joliette afin de faire correspondance avec les lignes de tram et la gare maritime. La ligne repart vers l’est en passant sous le boulevard des Dames et arrive à Jules Guesde en tunnel bitube sous la place éponyme. Les deux tunnels de la ligne partent ensuite sous le boulevard Charles-Nédelec, passent sous les tunnels de la ligne 1 du métro puis rejoignent ceux-ci parallèlement afin de desservir Saint-Charles et sa gare où les voies de la ligne 2, parallèles à la ligne 1, sont reliées par des voies intermédiaires qui permettent la correspondance et le raccordement entre les deux lignes. 

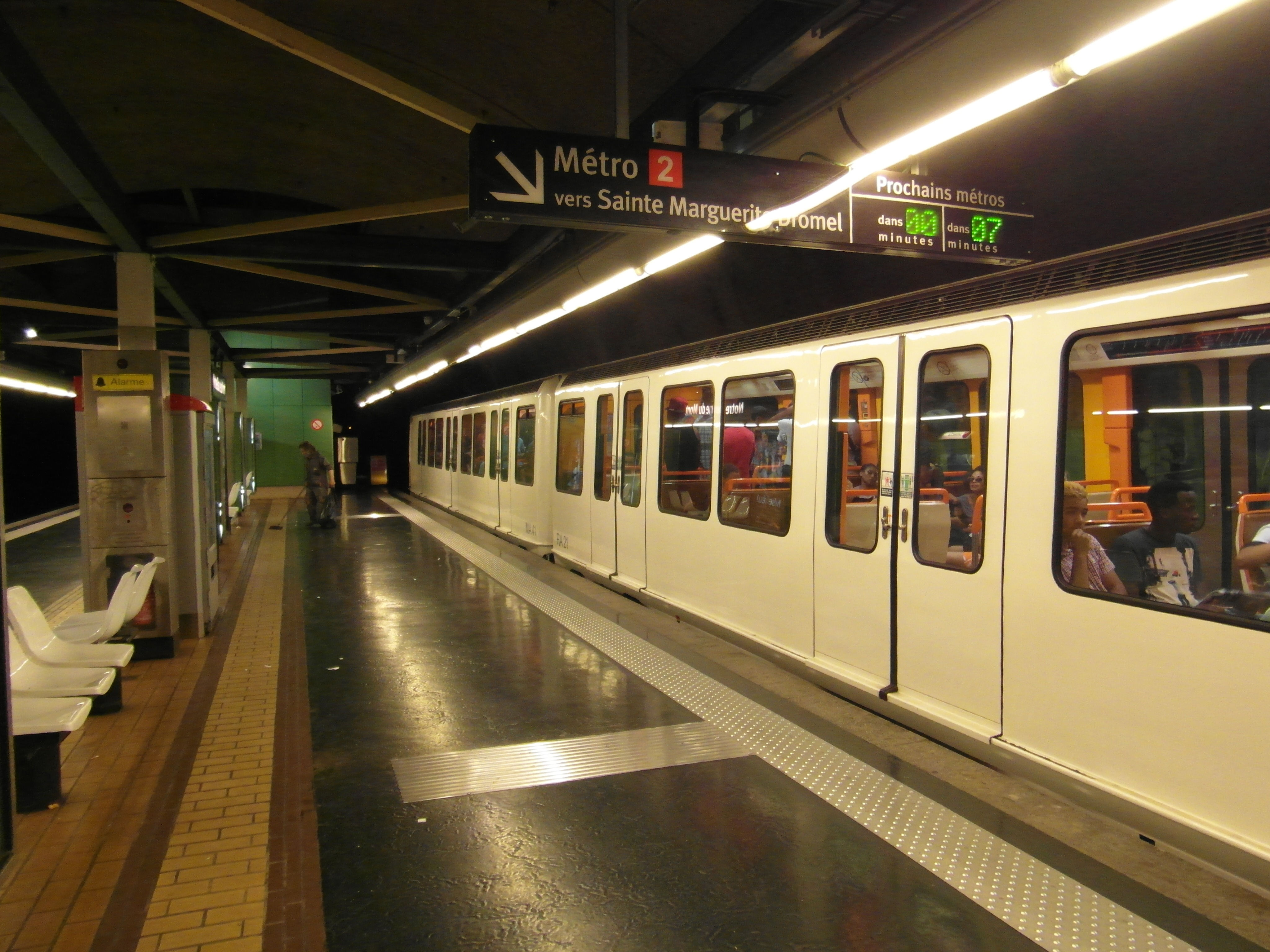
Rame à la station Notre-Dame-du-Mont - Cours Julien

Les tubes de la ligne 2 se séparent de ceux de la ligne 1 et le tracé se poursuit vers le sud en ligne droite sous les boulevards d’Athènes et Dugommier pour arriver à la station Noailles qui assure la correspondance avec la ligne 1 du tramway en souterrain à l’emplacement de l’ancien terminus de la ligne 68 ainsi que la ligne 2 en surface via l’arrêt Canebière Garibaldi à l’intersection avec la Canebière et le boulevard Garibaldi. Toujours bitube, la ligne entre dans le quartier Notre-Dame-du-Mont et passe ensuite sous le cours Lieutaud, la rue des Trois-Mages et le cours Julien pour arriver à Notre-Dame-du-Mont - Cours Julien, à proximité immédiate de la place Notre-Dame-du-Mont et à 300 mètres de la place Jean-Jaurès dite « la Plaine ». Elle passe ensuite sous la rue de Lodi puis la rue Marengo et bifurque légèrement à l’ouest pour reprendre son caractère monotube et passer sous les voies de la ligne 1 du métro pour arriver à Castellane et y faire correspondance avec, en plus de la ligne 1, la ligne 3 du tramway qui passe sur la place Castellane. 

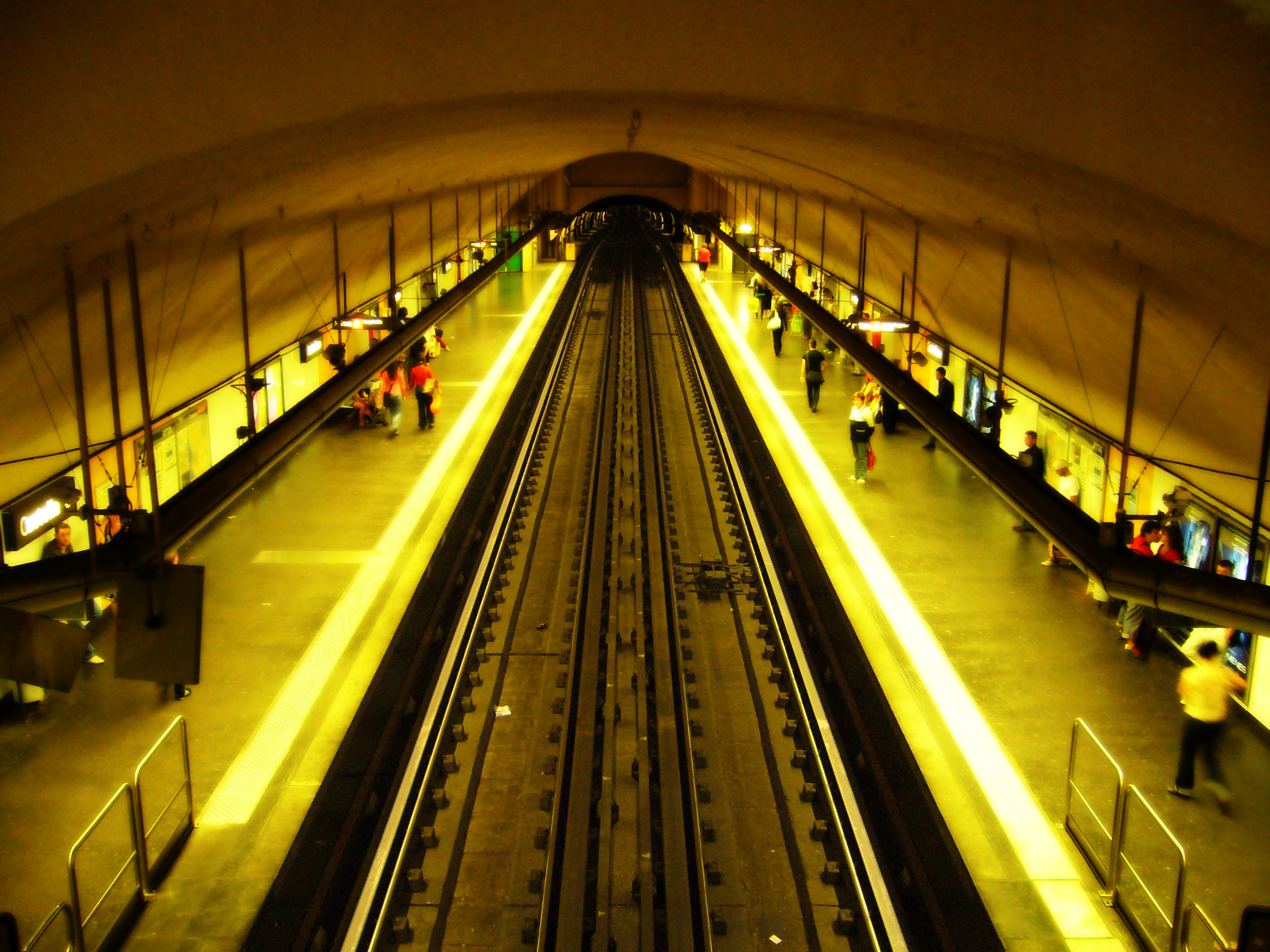
Quais de la ligne 2 à la station Castellane

La ligne effectue ensuite après une légère descente une ligne droite vers le sud sous l’avenue du Prado, passe sous les deux tubes superposés du tunnel Prado-Carénage et arrive à la station Périer à l’intersection avec le boulevard éponyme et l’allée Turcat-Méry. Elle continue à passer sous cette même avenue sur une longue ligne droite puis courbe légèrement vers l’est, entame une montée et arrive à Rond-Point du Prado sous le rond-point éponyme, près de l’entrée du parc Chanot.

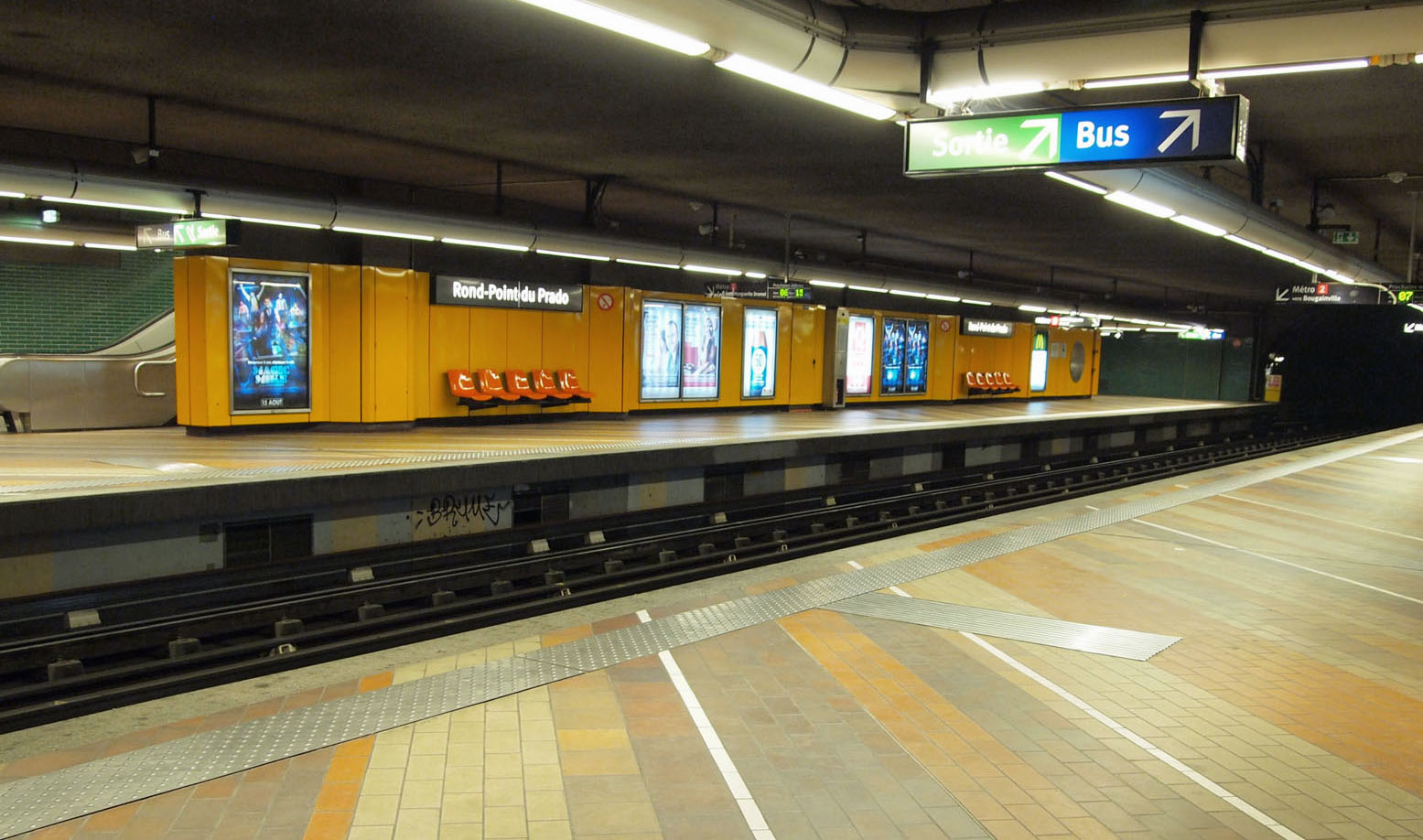
Station Rond-Point du Prado

La ligne passe ensuite sous le boulevard Michelet et oblique vers l’est en effectuant une montée et une courbe à 90 degrés pour sortir de terre à hauteur du virage sud de l’Orange Vélodrome. Elle longe en viaduc le parvis de la tribune Ganay au nord et le stade Pierre-Delort au sud. Elle passe tout près du Jarret enterré sous la rue Raymond-Teisseire qui se jette dans l’Huveaune tout près du palais des sports. Le viaduc passe au-dessus de l’enceinte du palais des sports et arrive à son terminus Sainte-Marguerite Dromel situé au-dessus du boulevard Schloesing et des voies de la ligne 3 du tramway pour y faire à nouveau correspondance. Le tracé de la ligne s’arrête 100 mètres après cette station par un viaduc d’arrière-gare qui butte au bout de la gare d’échanges et en bordure de l’Huveaune.

### Liste des stations
Les stations de la ligne sont présentées du nord au sud :

|  |   |  | Stations                          | Arrondissement | Correspondances |
|  | - |  | --------------------------------- | -------------- | --- |
|  | ■ |  | Gèze                              | 15e            | Ligne B4 · Parc relais |
|  | • |  | Bougainville                      | 15e            | 36 49 Parc relais |
|  | • |  | National                          | 3e             | Autobus de Marseille · Ligne 88 · Ligne 89 · Bus de nuit 530                                                               |
|  | • |  | Désirée Clary                     | 3e             | Autobus de Marseille · Ligne 70 · Ligne 88                                                                                 |
|  | • |  | Joliette                          | 2e             | C8 |
|  | • |  | Jules Guesde                      | 2e             | N2 C8 |
|  | • |  | Saint-Charles                     | 1er            | N2 C8 33 34 48 50 51 53 64 88 89 91 6567686994 Saint-Charles                                                               |
|  | • |  | Noailles                          | 1er            | Tramway de Marseille · Ligne 1 du tramway de Marseille · Ligne 2 du tramway de Marseille · Autobus de Marseille · Ligne 81 |
|  | • |  | Notre-Dame-du-Mont - Cours Julien | 6e             | Autobus de Marseille · Ligne 41 · Ligne 54 · Ligne 74 · Ligne 81                                                           |
|  | • |  | Castellane                        | 6e             | N1 M06 78 79 100 102 |
|  | • |  | Périer                            | 8e             | 78 |
|  | • |  | Rond-point du Prado               | 8e             | N1 78 Parc relais |
|  | ■ |  | Sainte-Marguerite Dromel          | 9e             | Parc relais |

### Intermodalité
La ligne 2 offre des correspondances directes avec la ligne 1 du métro aux stations Saint-Charles et Castellane, avec les trois lignes de tramway aux stations Gèze (T2 & T3, en construction), Joliette (T2 & T3), Noailles (T1 & T2), Castellane (T3) et Sainte-Marguerite - Dromel (T3, en construction) et elle offre aussi une correspondance avec les trains SNCF à la station Saint-Charles (TER, Intercités & TGV). Elle permet également la correspondance directe avec les lignes de bus à haut niveau de service B1 aux stations Castellane, Périer et Rond-Point du Prado ainsi que les lignes B2 et B4 (en construction) à la station Gèze. Elle offre aussi une connexion directe avec de nombreuses lignes de bus RTM à chacune de ses stations. Elle est aussi connectée aux lignes d’autocars C8 et M06 du réseau Transmétropole respectivement aux stations Joliette, Jules Guesde, Saint-Charles et Castellane, les lignes lecar aux stations Bougainville, Saint-Charles, Castellane, Périer et Rond-Point du Prado ainsi qu’aux lignes Zou ! à la gare routière de Saint-Charles.